# Алжир на летних Олимпийских играх 2012
Представителям Алжира на летних Олимпийских играх 2012 удалось завоевать одну медаль высшего достоинства. Победителем забега на 1500 метров стал Тауфик Махлуфи.

## Медали

### 01!Золото
- Бег на 1500 метров, мужчины — Тауфик Махлуфи.

## Результаты

### Академическая гребля
Спортсменов — 1
Женщины
| Спортсменка | Вид      | Отбороч- ные гонки | Отбороч- ные гонки | Дополнитель- ная гонка | Дополнитель- ная гонка | Полуфинал | Полуфинал | Финал   | Финал |
| Спортсменка | Вид      | Время              | Место              | Время                  | Место                  | Время     | Место     | Время   | Место |
| ----------- | -------- | ------------------ | ------------------ | ---------------------- | ---------------------- | --------- | --------- | ------- | ----- |
| Амина Руба  | Одиночка | 8.15,94            | 5                  |                        |                        | 8.12,83   | 4         | 8.42,23 | 26    |

### Бокс
Спортсменов — 8
Мужчины
| Соревнование | Спортсмены           | Первый раунд                | Второй раунд                    | Четвертьфинал                   | Полуфинал            | Финал                | Место                |                      |
| Соревнование | Спортсмены           | Соперник Результат          | Соперник Результат              | Соперник Результат              | Соперник Результат   | Соперник Результат   | Место                |                      |
| ------------ | -------------------- | --------------------------- | ------------------------------- | ------------------------------- | -------------------- | -------------------- | -------------------- | -------------------- |
| до 49 кг     | Мохамед Флисси       | Кеу Понгпраюн (THA) П 11-19 | Завершил выступление            | Завершил выступление            | Завершил выступление | Завершил выступление | Завершил выступление |                      |
| до 52 кг     | Самир Брахими        | Джексон Вудс (AUS) В 14-12  | Миша Алоян (RUS) П 9-14         | Завершил выступление            | Завершил выступление | Завершил выступление | Завершил выступление |                      |
| до 56 кг     | Мохамед Амир Уадахи  | Мераб Туркадзе (GEO) В WO   | Уильям Алькантара (DOM) В 16-10 | Сатоси Симидзу (JPN) П 15-17    | Завершил выступление | Завершил выступление | Завершил выступление |                      |
| до 60 кг     | Абделькадер Шади     | Фатих Келеш (TUR) П 8-15    | Завершил выступление            | Завершил выступление            | Завершил выступление | Завершил выступление | Завершил выступление |                      |
| до 69 кг     | Ильяс Аббади         | Фредди Эванс (GBR) П 10-18  | Завершил выступление            | Завершил выступление            | Завершил выступление | Завершил выступление | 17                   |                      |
| до 75 кг     | Абдельмалек Раху     | Джесси Росс (AUS) В 13-11   | Рёта Мурата (JPN) П 12-21       | Завершил выступление            | Завершил выступление | Завершил выступление | Завершил выступление |                      |
| до 81 кг     | Абдельхафид Беншабла |                             | Энрико Кёллинг (GER) В 12-9     | Александр Гвоздик (UKR) П 17-19 | Завершил выступление | Завершил выступление | Завершил выступление | Завершил выступление |
| до 91 кг     | Шуайб Булудинат      |                             | Ямиль Перальта (ARG) П 5-13     | Завершил выступление            | Завершил выступление | Завершил выступление | Завершил выступление |                      |

### Борьба
Спортсменов — 3

#### Вольная борьба

##### Мужчины
| Категория | Спортсмен          | Турнир       | 1/16 финала        | 1/8 финала                   | Четвертьфинал        | Полуфинал            | Финал                |
| Категория | Спортсмен          | Турнир       | Соперник Результат | Соперник Результат           | Соперник Результат   | Соперник Результат   | Соперник Результат   |
| --------- | ------------------ | ------------ | ------------------ | ---------------------------- | -------------------- | -------------------- | -------------------- |
| до 84 кг  | Мохамед Риад Луафи | За 1-е место |                    | Сослан Гациев (BLR) Пор. 1-3 | Завершил выступление | Завершил выступление | Завершил выступление |

#### Греко-римская борьба
| Категория | Спортсмен           | Турнир       | Квалификация                      | 1/8 финала                        | Четвертьфинал        | Полуфинал            | Финал                |                      |
| Категория | Спортсмен           | Турнир       | Соперник Результат                | Соперник Результат                | Соперник Результат   | Соперник Результат   | Соперник Результат   |                      |
| --------- | ------------------- | ------------ | --------------------------------- | --------------------------------- | -------------------- | -------------------- | -------------------- | -------------------- |
| до 60 кг  | Тарик Азиз Бенаисса | За 1-е место |                                   | Заур Курамагомедов (RUS) Пор. 0:3 | Завершил выступление | Завершил выступление | Завершил выступление | Завершил выступление |
| до 66 кг  | Мохамед Серир       | За 1-е место | Эдгарас Венскаитис (LTU) Пор. 1-3 | Завершил выступление              | Завершил выступление | Завершил выступление | Завершил выступление |                      |

### Велоспорт
Спортсменов — 1
Шоссе
Мужчины
| Спортсмен      | Вид             | Время          | Место |
| -------------- | --------------- | -------------- | ----- |
| Аззеддин Лагаб | Групповая гонка | Не финишировал | -     |

### Волейбол
Спортсменов — 12

#### Волейбол

##### Женщины
Состав команды
Главный тренер: Георге Струмило (Польша), тренер: Аймед Эддин Садани
Результаты
Группа A
|                             | Очки | Матчи   | Матчи   | Матчи | Мячи | Мячи | Мячи  | Сеты | Сеты | Сеты  |
| И                           | Очки | В (3:2) | П (2:3) | В     | П    | В:П  | В     | П    | В:П  |       |
| --------------------------- | ---- | ------- | ------- | ----- | ---- | ---- | ----- | ---- | ---- | ----- |
| 1. Россия                   | 14   | 5       | 5 (1)   | 0 (0) | 459  | 352  | 1.304 | 15   | 4    | 3.750 |
| 2. Италия                   | 13   | 5       | 4 (0)   | 1 (1) | 444  | 368  | 1.207 | 14   | 5    | 2.800 |
| 3. Япония                   | 9    | 5       | 3 (0)   | 2 (0) | 401  | 335  | 1.197 | 11   | 6    | 1.833 |
| 4. Доминиканская Республика | 6    | 5       | 3 (0)   | 2 (0) | 374  | 362  | 1.033 | 8    | 9    | 0.889 |
| 5. Великобритания           | 2    | 5       | 1 (1)   | 4 (0) | 295  | 398  | 0.741 | 3    | 14   | 0.214 |
| 6. Алжир                    | 1    | 5       | 0 (0)   | 5 (1) | 252  | 410  | 0.615 | 2    | 15   | 0.133 |

| Дата  | Время |       | Счёт |                          | Сеты  | Сеты  | Сеты  | Сеты  | Сеты | Отчёт                                                   |
| Дата  | Время | 1     | Счёт | 2                        | 3     | 4     | 5     |       |      | Отчёт                                                   |
| ----- | ----- | ----- | ---- | ------------------------ | ----- | ----- | ----- | ----- | ---- | ------------------------------------------------------- |
| 28.07 | 09:30 | Алжир | 0:3  | Япония                   | 15:25 | 14:25 | 7:25  |       |      | P2 Архивная копия от 29 октября 2012 на Wayback Machine |
| 30.07 | 14:45 | Алжир | 2:3  | Великобритания           | 25:22 | 19:25 | 25:23 | 19:25 | 8:15 | P2 Архивная копия от 29 октября 2012 на Wayback Machine |
| 1.08  | 11:30 | Алжир | 0:3  | Россия                   | 7:25  | 14:25 | 15:25 |       |      | P2 Архивная копия от 29 октября 2012 на Wayback Machine |
| 3.08  | 22:00 | Алжир | 1:3  | Италия                   | 11:25 | 12:25 | 17:25 |       |      | P2 Архивная копия от 29 октября 2012 на Wayback Machine |
| 5.08  | 09:30 | Алжир | 2:3  | Доминиканская Республика | 15:25 | 16:25 | 13:25 |       |      | P2 Архивная копия от 29 октября 2012 на Wayback Machine |

### Дзюдо
Спортсменов — 2
Женщины
| Категория   | Спортсмен     | Турнир       | 1/32 финала        | 1/16 финала                        | 1/8 финала            | Четвертьфинал         | Полуфинал             | Финал                 | Место                 |                       |
| Категория   | Спортсмен     | Турнир       | Соперник Результат | Соперник Результат                 | Соперник Результат    | Соперник Результат    | Соперник Результат    | Соперник Результат    | Место                 |                       |
| ----------- | ------------- | ------------ | ------------------ | ---------------------------------- | --------------------- | --------------------- | --------------------- | --------------------- | --------------------- | --------------------- |
| до 52 кг    | Сорая Хаддад  | За 1-е место |                    | Андрея Кицу (ROM) Пор. 000Н-100    | Завершила выступление | Завершила выступление | Завершила выступление | Завершила выступление | Завершила выступление | Завершила выступление |
| свыше 78 кг | Сония Асселах | За 1-е место |                    | Карина Брайант (GBR) Поб. 0001—100 | Завершила выступление | Завершила выступление | Завершила выступление | Завершила выступление | Завершила выступление | Завершила выступление |

### Лёгкая атлетика
Спортсменов —

#### Мужчины
| 800 м          | Тауфик Махлуфи         | DNF      | Завершил выступление | Завершил выступление | Завершил выступление | Завершил выступление | Завершил выступление |                      |                      |                      |                      |
| 1500 м         | Тауфик Махлуфи         | 3:35:15  | 1                    | 3:42:24              | 1                    | 3:34:08              |                      |                      |                      |                      |                      |
| 3 000 м с/п    | Мохамед Халед Белаббас | 8:22:32  | 16                   | Завершил выступление | Завершил выступление | Завершил выступление | Завершил выступление |                      |                      |                      |                      |
| марафон        | Тайеб Филали           |          |                      |                      |                      | DNF                  |                      |                      |                      |                      |                      |
| тройной прыжок | Иссам Нима             | 16.50    | 15                   |                      |                      | Завершил выступление | Завершил выступление | Завершил выступление | Завершил выступление | Завершил выступление | Завершил выступление |
| 5 000 м        | Рабах Абуд             | 13:28:38 | 21                   | Завершил выступление | Завершил выступление | Завершил выступление | Завершил выступление |                      |                      |                      |                      |

#### Женщины
| Дисциплина | Спортсмен      | Предварительный раунд | Предварительный раунд | Полуфиналы | Полуфиналы | Финал     | Финал |
| Дисциплина | Спортсмен      | Результат             | Место                 | Результат  | Место      | Результат | Место |
| ---------- | -------------- | --------------------- | --------------------- | ---------- | ---------- | --------- | ----- |
| марафон    | Суад Аит Салим |                       |                       |            |            | 2:31:15   | 37    |

### Плавание
Спортсменов — 1
Мужчины
| Спортсмен     | Вид                 | Заплыв    | Заплыв | Полуфинал | Полуфинал | Финал     | Финал     |
| Спортсмен     | Вид                 | Результат | Место  | Результат | Место     | Результат | Место     |
| ------------- | ------------------- | --------- | ------ | --------- | --------- | --------- | --------- |
| Набиль Кеббаб | 100 м вольный стиль | 50,37     | 33     | Не прошёл | Не прошёл | Не прошёл | Не прошёл |

### Стрельба
Мужчины
| Фатех Зиади | Пневматический пистолет 10 метров | 562 | 43 | Закончил выступление | Закончил выступление | 43 |

### Тхэквондо
Спортсменов — 1
Мужчины
| до 58 кг | Мокдад Эль-Ямин | За 1-е место | Оскар Муньос Овьедо (COL) Пор. 1-8 | Завершил выступление |

### Тяжёлая атлетика
Мужчины
| Спортсмен    | В/К       | Рывок     | Рывок | Толчок    | Толчок | Сумма  | Место |
| Спортсмен    | В/К       | Результат | Место | Результат | Место  | Сумма  | Место |
| ------------ | --------- | --------- | ----- | --------- | ------ | ------ | ----- |
| Валид Бидани | до 105 кг | 160 кг    | 13    | 180 кг    | 14     | 340 кг | 14    |

### Фехтование
Спортсменов — 2
В индивидуальных соревнованиях спортсмены сражаются три раунда по три минуты, либо до того момента, как один из спортсменов нанесёт 15 уколов. В командных соревнованиях поединок идёт 9 раундов по 3 минуты каждый, либо до 45 уколов. Если по окончании времени в поединке зафиксирован ничейный результат, то назначается дополнительная минута до «золотого» укола.
Женщины
| Соревнование          | Спортсмены            | 1/32 финала                   | 1/16 финала                   | 1/8 финала            | Четвертьфиналы        | Полуфиналы            | Матч за 3-е место     | Финал                 | Место                 |
| Соревнование          | Спортсмены            | Соперник Результат            | Соперник Результат            | Соперник Результат    | Соперник Результат    | Соперник Результат    | Соперник Результат    | Соперник Результат    | Место                 |
| --------------------- | --------------------- | ----------------------------- | ----------------------------- | --------------------- | --------------------- | --------------------- | --------------------- | --------------------- | --------------------- |
| Индивидуальная рапира | Анисса Хелфауи        | Ольга Лелейко (UKR) пор. 4:15 | Завершила выступление         | Завершила выступление | Завершила выступление | Завершила выступление | Завершила выступление | Завершила выступление |                       |
| Индивидуальная сабля  | Леа-Мелисса Мутуссами |                               | Софья Великая (RUS) Пор. 6:15 | Завершила выступление | Завершила выступление | Завершила выступление | Завершила выступление | Завершила выступление | Завершила выступление |